# ミュニシパリティ・オブ・ライカート
ミュニシパリティ・オブ・ライカート （Municipality of Leichhardt）は、オーストラリアにかつてあったニューサウスウェールズ州の地方公共団体。ミュニシパリティ・オブ・アッシュフィールド、マリックヴィル・カウンシルと2016年5月12日に合併し、インナー・ウエスト・カウンシルとなった。

## 概要
シドニーCBDから西に5キロメートルの所に位置し、市域の北中部を構成するサバーブ群（バルメイン、バルメイン・イースト、バーチグローヴ、ロジール、リリーフィールド）は、三方向がシドニー湾に面していて、メトロード4号線（en）で東は、ピアモントと西は、ドラモイン_(ニューサウスウェールズ州)と連結している。沖合いには、世界遺産オーストラリアの囚人遺跡群の構成物件の1つであるコッカトゥー島_(ニューサウスウェールズ州)が浮かぶ。バルメインとコッカトゥー島は、パラマッタ川をさかのぼるフェリーでサーキュラー・キーから移動することができる。
市域の南部はアナンデール、ライカートで構成される。パラマッタ通りをはさんで、ミュニシパリティ・オブ・マリックヴィルと接している。

## 構成サバーブ
ミュニシパリティ・オブ・ライカート は、以下のサバーブで構成されていた。
- アナンデール（en）
- バルメイン（en）
- バルメイン・イースト（en）
- バーチグローヴ（en）
- コッカトゥー島
- ライカート（en）
- リリーフィールド（en）
- ロジール（en）

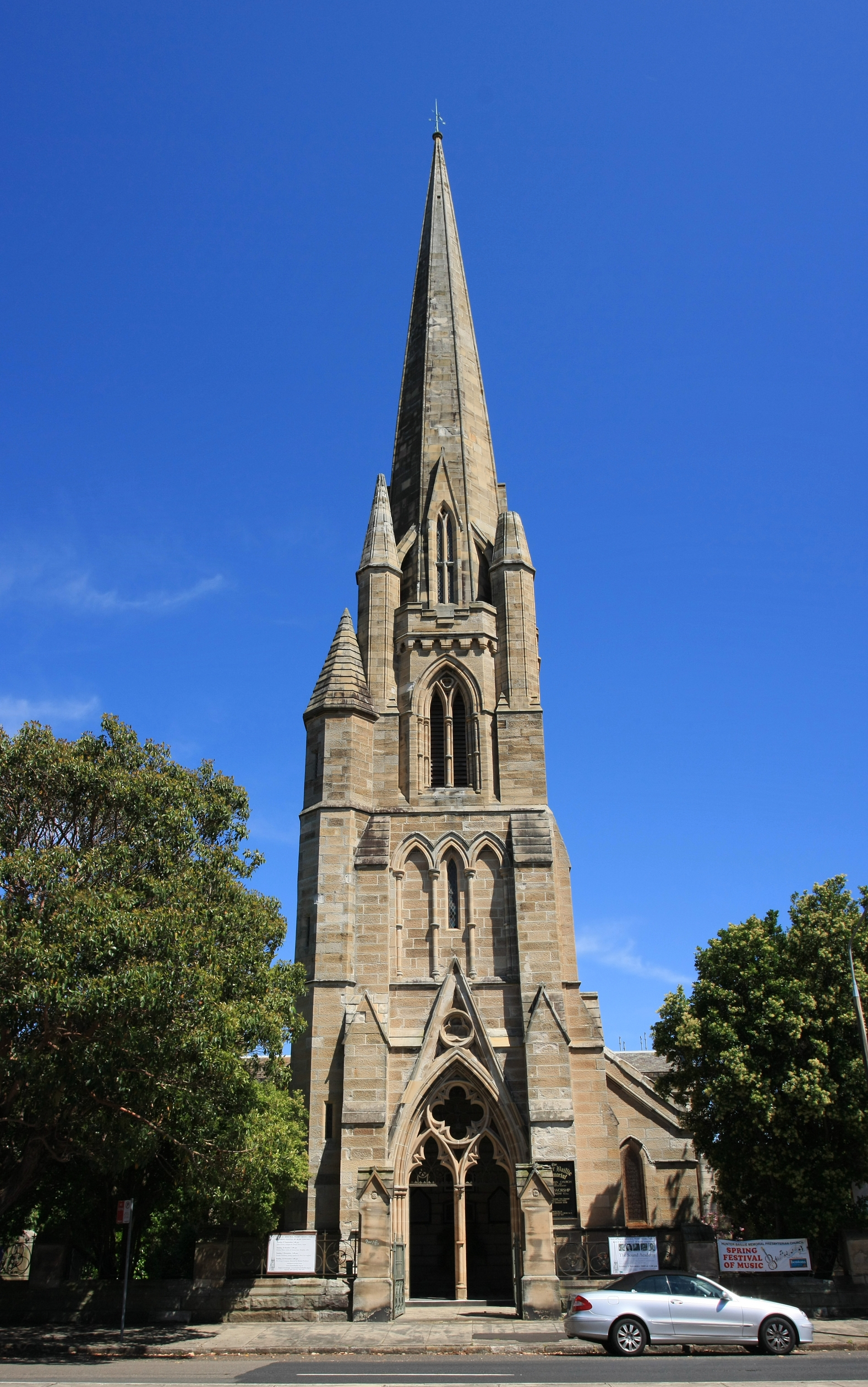
アナンデールにあるハンター・ベイリー・メモリアル・プレスビテリアン教会（en）
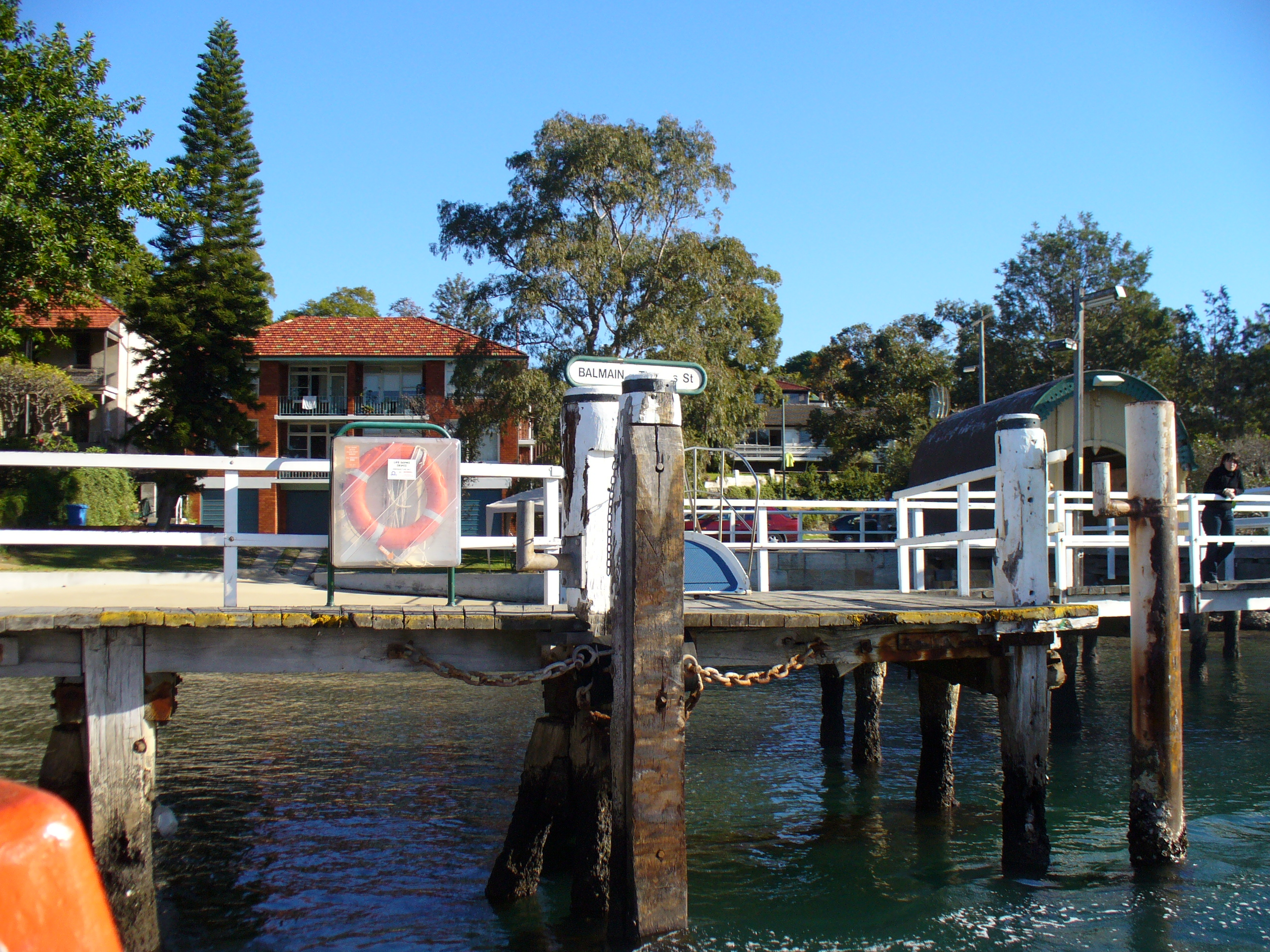
バルメインのフェリー埠頭
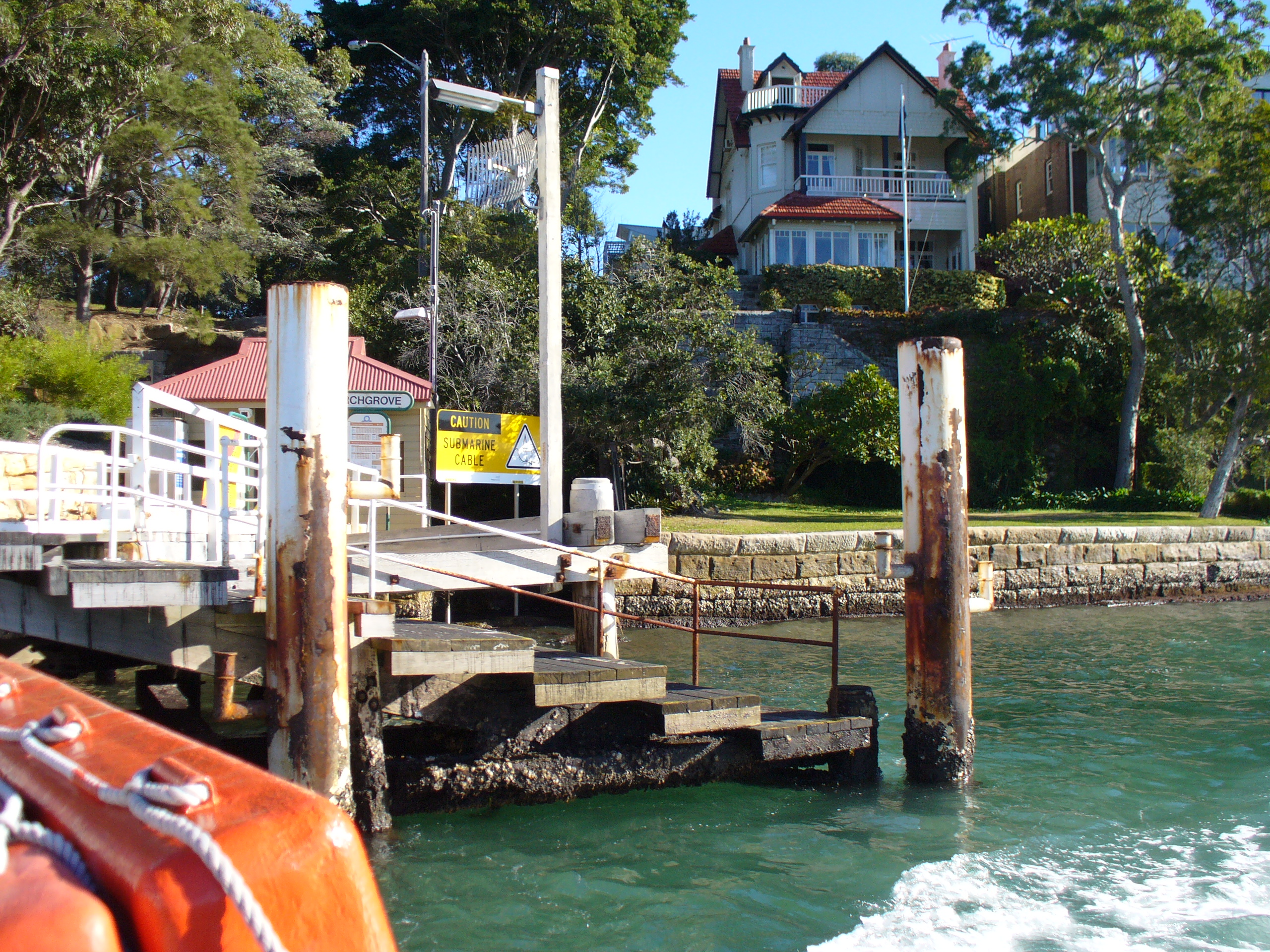
バーチグローヴのフェリー埠頭
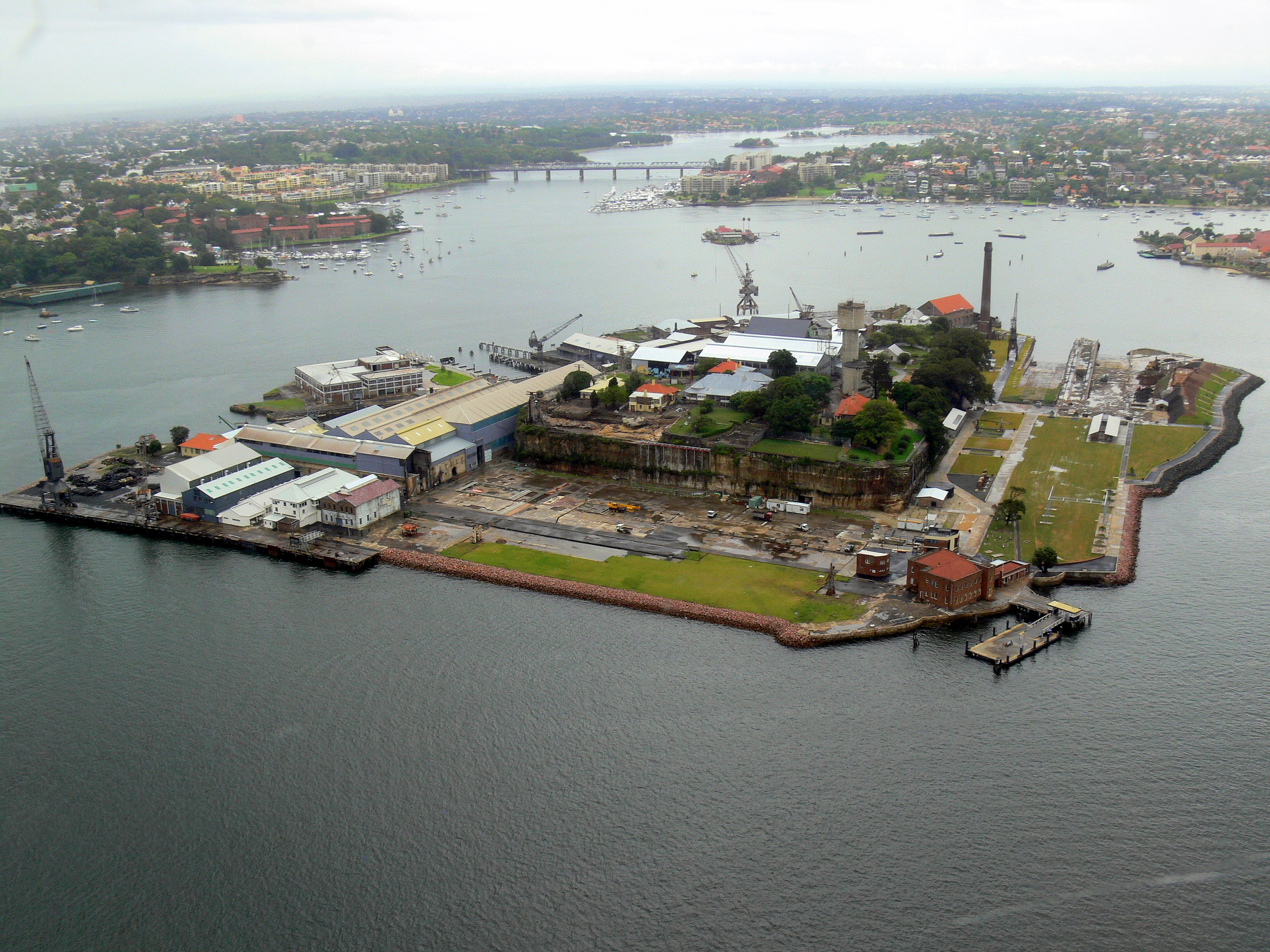
コッカトゥー島遠景
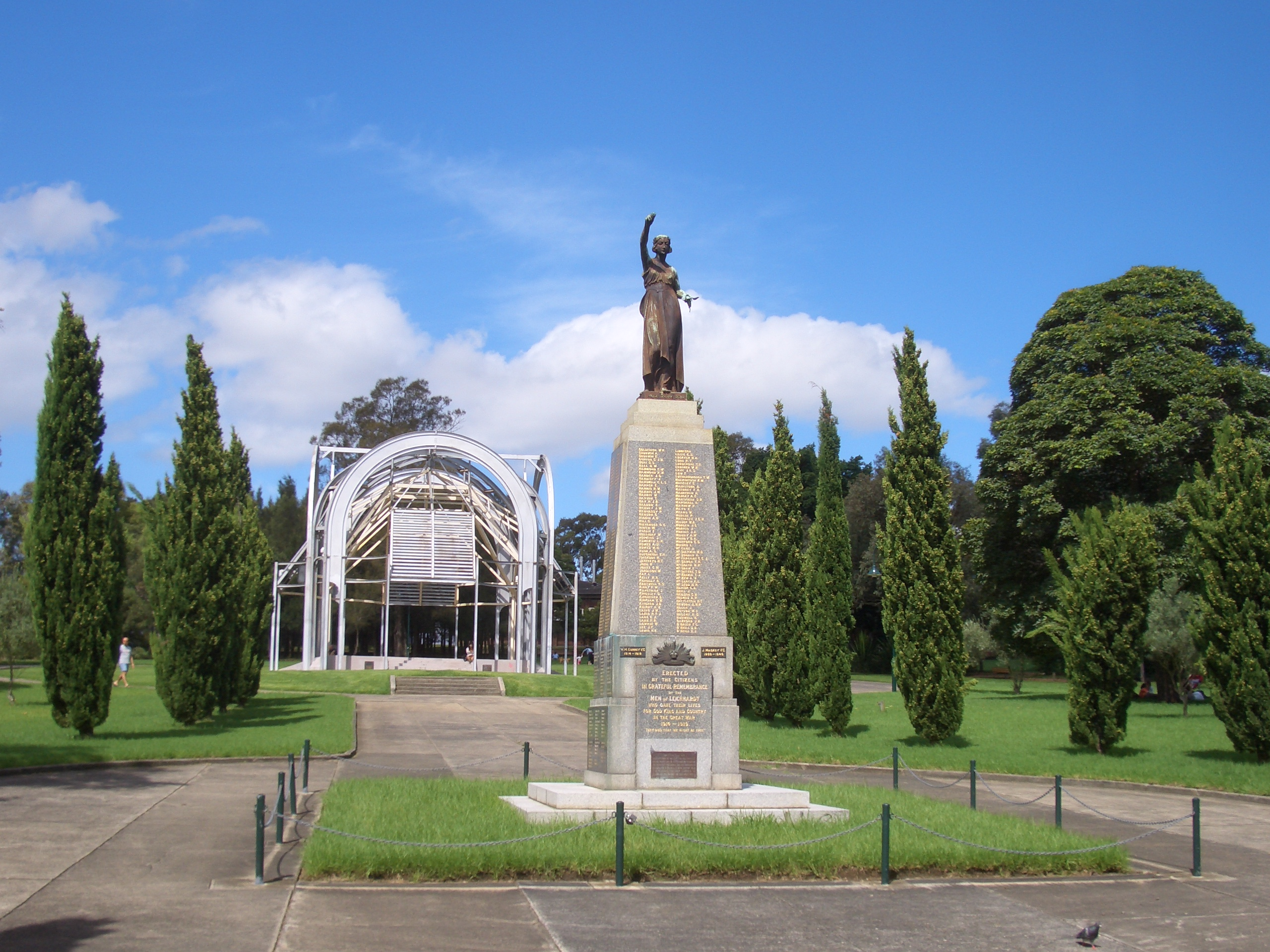
ライカートのパイオニア記念公園
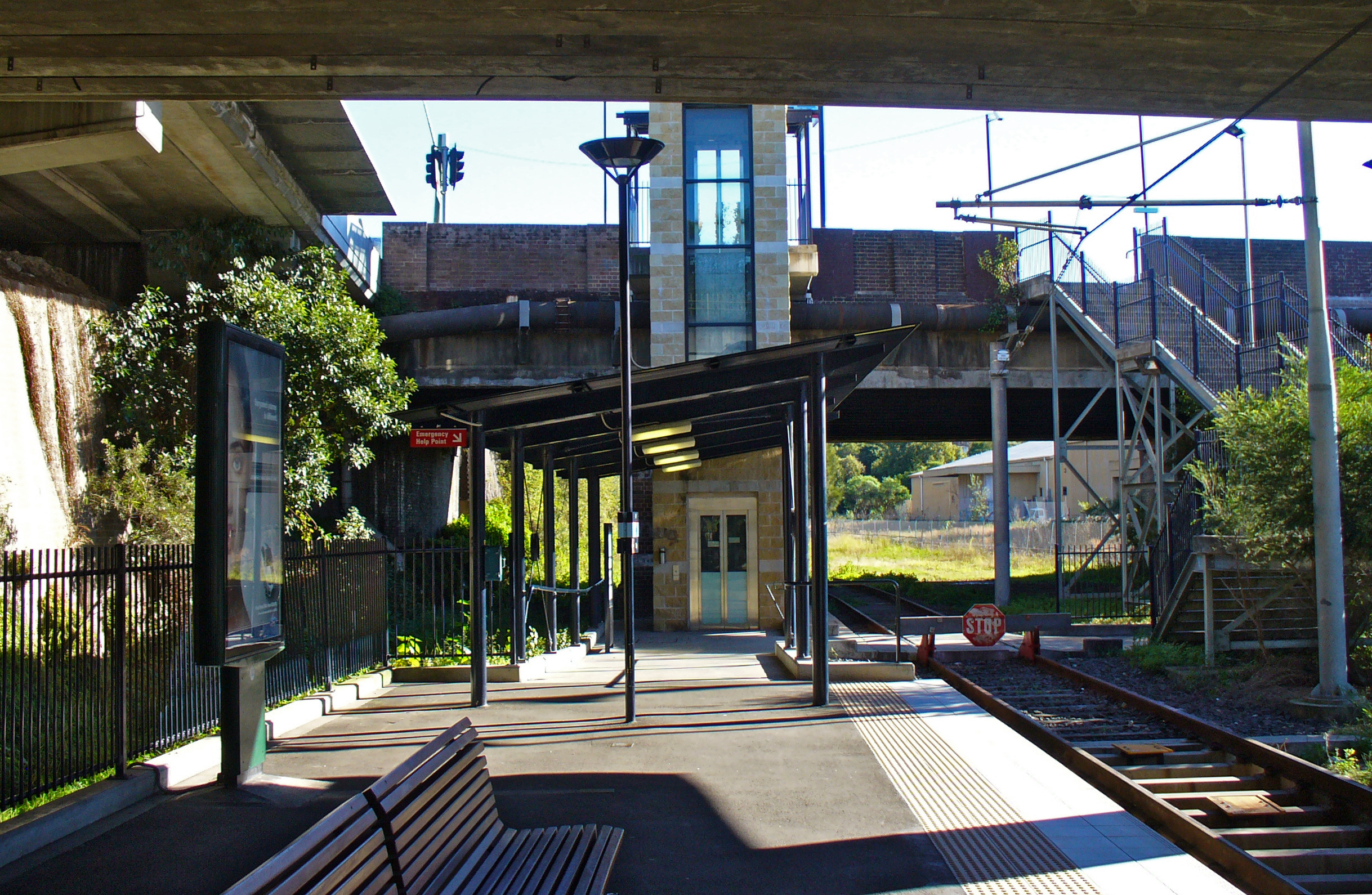
リリーフィールドのトラムの駅（リリーフィールドMLR駅）
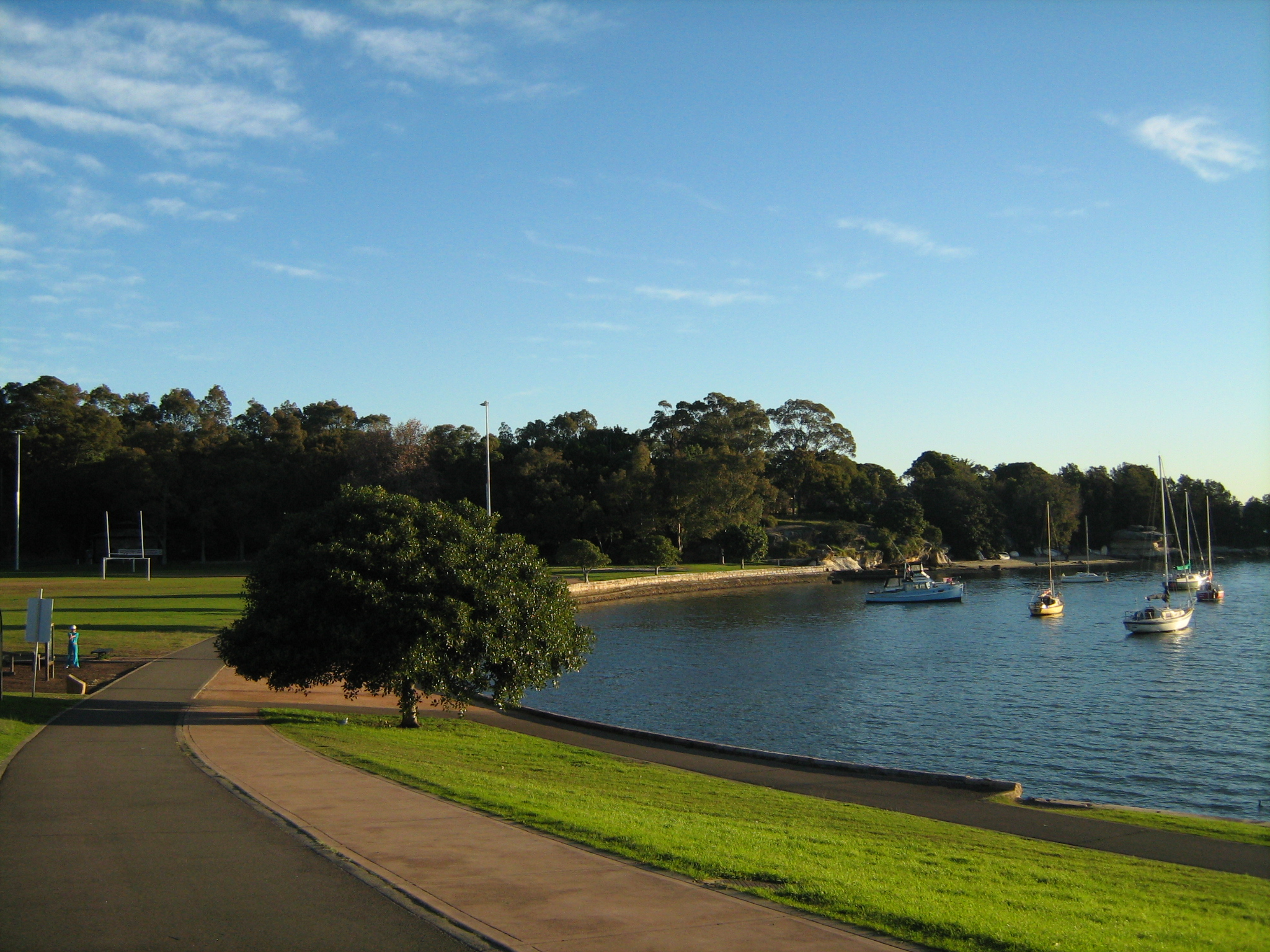
ロジールのキング・ジョージ公園

## 歴史
ミュニシパリティ・オブ・ライカート の市域は、ヨーロッパ人が上陸する前は、ユアラー語（en）を話すアボリジニのカディガル人（en）及びワンガル人（en）のコミュニティがあった。
ライカート の地名は、1840年代に活躍したプロイセン王国出身の探険家ルードヴィヒ・ライカート（en）にちなむ。
1871年に、ライカート は市制施行した。1893年、アナンデール地区がボロー・オブ・アナンデールとして、市域から離脱したが、1949年には、再度、アナンデールとバルメインと合併した。それ以後、1967年、2003年に、市の境界の変更が行われた。
20世紀の半ばから、ライカート は、シドニーに住むイタリア系住民の中心地としてあり続けている。
シドニー湾に浮かぶコッカトゥー島_(ニューサウスウェールズ州)は、1839年にシドニー地区の刑務所として建設されたが、1869年に、刑務所は廃止され、それ以後は、オーストラリア海軍のドックとして、1992年まで操業していた。

## 議会
ミュニシパリティ・オブ・ライカート の議会は、12人によって構成される。任期は4年。選挙区は4つで、それぞれの選挙区から3人の議員が選出される。最新の議会選挙は、2012年9月8日に実施された。議席は、オーストラリア労働党、オーストラリア自由党、オーストラリア緑の党の3政党がそれぞれ4議席を獲得した。市長は、議会選挙後の最初の議会で15人の議員の中から選出される。市長は、オーストラリア労働党のDarcy Byrne。